# Acer Iconia Tab A700
Acer Iconia Tab A700 — планшетный компьютер от компании Acer.

## Анонс
Анонс состоялся на CES 2012, а выпуск в мае 2012 года (в России в июне).

## Аппаратное обеспечение
Снабжён процессором NVidia Tegra 3 с частотой 1300 МГц и ОЗУ ёмкостью в 1 Гб. Устройство снабжено модулями Wi-Fi, GPS и Bluetooth, портами MicroUSB, MiniHDMI, слотом для карты памяти MicroSD и SIM-карты. Так же есть фронтальная 1,3-мегапиксельная и задняя 5-мегапиксельная камера с автофокусом изображения, которые способны снимать FullHD-видео. Аккумулятор ёмкостью 9800 mAh, по заверениям разработчиков, обеспечит целый день работы устройства. В версии 701 появился 3G-модуль. Заявлен десятидюймовый FullHD экран с разрешением 1920×1200 точек. 

Модуль спутниковой навигации поддерживает GPS и ГЛОНАСС.

## Программное обеспечение
Используется операционная система для мобильных устройств Android 4.0.4 «Ice Cream Sandwich», обновляемая до Android 4.1.1 «Jelly Bean»(вышла 28 сентября). В комплекте с устройством идут игры и программы от производителя, например:
7Digital (покупка музыки), Acer Print (поддержка передачи файлов на принтер по Wi-Fi), Amazon Kindle, AUPEO! (платное персональное радио), EquiView (передача сигнала с планшета на проектор посредством Wi-Fi), Evernote, HW Solitare, Monopoly, Real Racing 2, VirusScan (сканер вирусов от McAfee), Zinio (покупка книг и журналов), Acer Ring (колёсико быстрого перехода к любому приложению и закладкам браузера), AcerNidus (отправка отчётов в Acer), BarCode Scanner (сканер кодов), Clear.Fi Music (музыкальный проигрыватель), Clear.Fi Photo (вьюер изображений), Clear.Fi Video (проигрыватель видео). Большинство из этих программ не приспособлены к работе в России.

## Конкуренты
- Apple new iPad
- Huawei MediaPad 10 FHD
- Samsung Galaxy Tab 10.1
- Asus Eee Pad Transformer Prime TF700T
- Lenovo IdeaTab K2